# نیاکو
نیاکو یکی از مناطق های زیبا و تاریخی استان گیلان در شمال ایران است. این منطقه در شهرستان آستانه اشرفیه واقع شده و به دهستان کیسم تعلق دارد. با وجود مکانیسم‌های توسعه و پیشرفت در حالی که جلوه‌های طبیعی خود را حفظ کرده، نیاکو همچنان به عنوان یک جاذبه گردشگری مهم در این منطقه شناخته می‌شود.

## جمعیت
روستای نیاکو واقع در استان گیلان، شهرستان آستانه اشرفیه و دهستان کیسم قرار دارد. این روستا با ویژگی‌ها و مشخصات خود یک جامعه کوچک را نمایان می‌کند. طبق سرشماری مربوط به سال 1395، که معادل سال 2016 میلادی است، جمعیت این روستا 870 نفر بوده است. این تعداد افراد در 307 خانوار مختلف ساکن هستند.
جمعیت این روستا به تعداد مشابهی از مردان و زنان تقسیم شده است. در این سال، 432 نفر از ساکنان مرد و 438 نفر زن بودند، که نسبت جنسیتی تقریباً یکسانی را نمایان می‌کند. این توزیع نشان می‌دهد که تعداد مردان و زنان در روستای نیاکو به تعادل است و تفاوت زیادی در نسبت جنسیتی وجود ندارد.

## وجه تسمیه اصالت و تاریخ نیاکو
اصولاً مردم نیاکو از دو گروه اصلی تشکیل شده‌اند. یکی از این گروه افرادی هستند که از نسل سید حسن ولی هستند و به عنوان سیدها شناخته می‌شوند. این گروه از اجداد نیاکویی‌ها بعد از ورود امام‌زادگان به ایران ساکن نیاکو شدند و سپس مهاجرت نمودند.
در مقابل، گروه دیگر از مردم نیاکو سید نیستند و به عنوان غیرسیدها شناخته می‌شوند. این گروها با قوم کُرد مرتبط است.
در زبان کُردی، به معنای «جای اجداد» یا «منطقه‌ای که اجداد در آن سکونت دارند» که از هزاره پیش از میلاد مسیح در آن ساکن بودند  که با تاریخچه و فرهنگ کُردها همخوانی دارد. چرا که پیش از امام زادگان در این روستا زندگی می کردند و از نظر تاریخی و فرهنگی نقطه مهمی برای این منطقه محسوب می‌شوند.

## مناطق مهاجرتی اجداد نیاکویی‌ها
اجداد نیاکویی‌ها پس از مهاجرت از نیاکو به دلایل مختلف به سه منطقه مهاجرت کردند. این مناطق شامل:
1. روستای نیاکو در استان مازندران: این روستا از زیبایی‌های طبیعی و جغرافیایی خاصی برخوردار است و زیر کوه دماوند قرار دارد.
2. روستای نیاکو در استان گیلان: این روستا نیز به دلیل موقعیت جغرافیایی و مناظر طبیعی خیره‌کننده‌ای که دارد، جاذبه‌ای گردشگری مهم برای استان گیلان است.
3. روستای نیاکو در استان گرگان: این روستا نیز جزو روستاهای زیبا و تاریخی استان گرگان محسوب می‌شود و از نظر فرهنگی و تاریخی اهمیت دارد.

با توجه به این اطلاعات، تاریخچه و اصالت مردم نیاکو به شکل متنوعی در سه استان مازندران، گیلان و گرگان باقی‌مانده و هر یک از این مناطق دارای ویژگی‌های خاص خود هستند.